# Вільям Даллімор
Вільям Даллімор (англ. William Dallimore, 1871 — 7 листопада 1959) — англійський ботанік, який опублікував «Посібник з хвойних» (англ. «Handbook of Coniferae») і відіграв важливу роль у становленні та розвитку Bedgebury National Pinetum.

## Кар'єра
Вільям Даллімор розпочав свою професійну діяльність у Королівському ботанічному саду в К'ю учнем садівника у січні 1891 року. У 1892 році почав працювати у дендропарку пропагатором, а у 1896 — помічником куратора (на той час називали майстром). Особливу увагу він приділяв хвойним рослинам.
У 1909 році Даллімор був переведений співробітником музею в К'ю. Він був ініціатором створення музею лісового господарства, який згодом став Музеєм Лісу. У 1926 році він став хранителем музею економічної ботаніки.

## Публікації
- Dallimore, W. & Thomas Moore (1908) — Holly, yew and box: with notes on other evergreens. Publ. The Bodley Head / John Lane Cy, London / New York. 284 p. 115 ill.
- Dallimore, W & Bruce Jackson (1923 / 1966) — A Handbook of Coniferae and Ginkgoaceae. First published 1923, second edition 1931, third edition 1948, reprinted 1954, reprinted with corrections 1961, fourth edition 1966 (rev. by S. G. Harrison). Publ. Edward Arnold Ltd, London
- Dallimore, W. (1926 / 1945) — The pruning of trees and shrubs; being a description of the methods practised in the Royal Botanic Gardens, Kew. First published 1926, second impression 1927, third impression 1933, new edition 1945. Publ. Dulau, Oxford
- Dallimore, W., with illustrations by John Nash (1927) — Poisonous plants, Deadly, Dangerous and Suspect.
- Dallimore, W. (1955 / 1961) — 'The National Pinetum'. In: An. (1955 / 1961) — Guide to the National Pinetum and Forest Plots at Bedgebury. Her Majesty's Stationery Office (2nd / 3rd edition), p. 6 — 22 / 7 — 24)